# Reem Mansour
Reem Mansour (20 december 1993) is een Egyptisch voormalig boogschutster.

## Carrière
Mansour na in 2016 deel aan de Olympische Zomerspelen, ze werd in de eerste ronde uitgeschakeld door Lin Shih-Chia met 0-6. Ze nam in 2018 deel aan de Middellandse Zeespelen waar ze won van Anna Kallenou maar verloor in de tweede ronde van Lucilla Boari. Daarnaast veroverde ze in 2019 op de Afrikaanse Spelen twee gouden medailles in de landencompetitie en gemengd. 

## Erelijst

### Olympische Spelen
- 2016: 1e ronde (verloren van Lin Shih-chia met 0-6)

### Afrikaanse Spelen
- 2019:  Rabat (team)
- 2019:  Rabat (gemengd)

### Afrikaans kampioenschap
- 2014:  Egypte (individueel)
- 2016:  Namibië (individueel)
- 2016:  Namibië (team)